# Oxalis falcatula
Oxalis falcatula là một loài thực vật có hoa trong họ Chua me đất. Loài này được SALTER mô tả khoa học đầu tiên.